# Premio Nacional de Circo
El Premio Nacional de Circo es un galardón anual creado en 1990 por el Ministerio de Cultura de España, que se otorga en reconocimiento de «la meritoria labor de una persona o entidad en el ámbito circense, puesta de manifiesto preferentemente a través de una obra o actuación hecha pública o representada durante el año». En 1995 se aprobó una dotación de 5 000 000 pesetas para el ganador, valor que se actualizó en 2010 a 30 000 euros, de acuerdo a lo establecido en las órdenes que regulan los Premios Nacionales del Ministerio de Cultura.

## Galardonados
- 1990 - Cristina Segura Gómez, «Pinito del Oro».[5]
- 1991 - José Aragón Hipkins, «Nabucodonosorcito».[6]
- 1992 - María del Pino Papadopoulos Vaquero, «Miss Mara».[7]
- 1993 - Rogelio Andreu Laserre, «Rogelio Rivel».[8]
- 1994 - Emilio Briatore Alegría.
- 1995 - Gran Circo Mundial - CULTESPA S.L. - José María González Villa.[9]
- 1996 - Circo-Museo Raluy - Luis y Carlos Raluy.[10]
- 1997 - Circo del Arte - Emilio Aragón Bermúdez, «Miliki».[11]
- 1998 - José Villa del Río, «Tonetti».[12]
- 1999 - Antonio Papadopaulo Vaquero, «Tonito».[13]
- 2000 - Enrique Riquelme Romero, «Enrique Romero».[14]
- 2001 - «Los Quirós» (Vicente, Ángel y Roberto Quirós Domínguez).[15]
- 2002 - José María González Cachero, «Junior» (a título póstumo).[16]
- 2003 - Jesús Silva González, «Suso Clown».[17]
- 2004 - Manuel Álvarez Arriola.[18]
- 2005 - Antonio Benjamín Papadopaulo Ruiz, «Tony Tonito».[19]
- 2006 - José Antonio Ylich Muñoz, «Tony Alexis».[20]
- 2007 - Francisco Tébar Honrubia, «Picaso Junior».[21]
- 2008 - Circo Gran Fele.[22]
- 2009 - Familia Popey.[23]
- 2010 - Los Hermanos Álvarez.[24]
- 2011 - Asociación de Malabaristas de Madrid, por la Escuela de Circo Carampa.[25]
- 2012 - Centre d’Arts Escéniques de Reus (CAER) por la «Feria de Circo Trapezi».[26]
- 2013 - Jaume Mateu Bullich, «Tortell Poltrona».[27]
- 2014 - Mercedes Ochoa Balmaseda, «Merche Ochoa» o Merche 8A.[28]
- 2015 - La Unión de Profesionales y Amigos de las Artes Circenses (UPAAC).[29]
- 2016 - Miguel Ángel Moreno, «Bolo».[1]
- 2017 - Rolabola.[30]
- 2018 - Consuelo Reyes.[31]
- 2019 - Asociación Bidó de Nou Barris.[32]
- 2020 - Marceline Kahn (Los Excéntricos).[33]
- 2021 - Manolo Alcántara.[34]
- 2022 - Pepa Plana.[35][36]
- 2023 - Productores de Sonrisas.[37]
- 2024 - Michael Ferreri.[38]

## Polémicas
En su primera edición de 1990, Pinito del Oro, a pesar de haberlo recibido y aceptado el premio, manifestó su inconformidad de que le fuera entregado tras 20 años de haberse retirado de la pista.
En 2021, el artista de circo Jesús Silva González rechazó la invitación a formar parte del jurado del Premio Nacional de Circo, en señal de protesta y en apoyo a una parte del sector circense que reclamaba una composición más justa y equitativa de los miembros del jurado en las que se incluyera a los profesionales del circo de carpa. Para comunicarlo, el 21 de octubre de 2021, lanzó una carta abierta al Ministro de Cultura Miquel Iceta, que también suscribieron otros 20 artistas del circo español.